# Gizajny
Gizajny (niem. Gischainen) – osada w Polsce położona w województwie warmińsko-mazurskim, w powiecie ostródzkim, w gminie Małdyty.
W latach 1975–1998 miejscowość administracyjnie należała do województwa olsztyńskiego.
Wieś wzmiankowana w dokumentach z roku 1425, jako wieś pruska na 9 włókach. Pierwotna nazwa Geszeninen najprawdopodobniej wywodzi się od imienia Prusa – Geszene. W roku 1782 we wsi odnotowano 7 domów (dymów), natomiast w 1858 w jednym gospodarstwie domowym było 27 mieszkańców. W roku 1973 jako majątek Gizajny należały do powiatu morąskiego, gmina Małdyty, poczta Połowite.